# Catherine Greves
Catherine Rose Greves –conocida como Katie Greves– (Londres, 2 de septiembre de 1982) es una deportista británica que compitió en remo. Su esposo, Thomas Solesbury, compitió en el mismo deporte.
Participó en tres Juegos Olímpicos de Verano, obteniendo una medalla de plata en Río de Janeiro 2016, en la prueba de ocho con timonel, el quinto lugar en Pekín 2008 y en Londres 2012, en la misma prueba.
Ganó dos medallas de bronce en el Campeonato Mundial de Remo entre los años 2007 y 2011, y dos medallas en el Campeonato Europeo de Remo, en los años 2014 y 2016.

## Palmarés internacional
| Juegos Olímpicos   | Juegos Olímpicos        | Juegos Olímpicos  | Juegos Olímpicos |
| Año                | Lugar                   | Medalla           | Prueba           |
| ------------------ | ----------------------- | ----------------- | ---------------- |
| 2016               | Río de Janeiro (Brasil) | Medalla de plata  | Ocho con timonel |
| Campeonato Mundial |                         |                   |                  |
| Año                | Lugar                   | Medalla           | Prueba           |
| 2007               | Múnich (Alemania)       | Medalla de bronce | Ocho con timonel |
| 2011               | Bled (Eslovenia)        | Medalla de bronce | Ocho con timonel |
| Campeonato Europeo |                         |                   |                  |
| Año                | Lugar                   | Medalla           | Prueba           |
| 2014               | Belgrado (Serbia)       | Medalla de plata  | Ocho con timonel |
| 2016               | Brandeburgo (Alemania)  | Medalla de oro    | Ocho con timonel |